# Nyctophilus
Nyctophilus är ett släkte av fladdermöss som ingår i familjen läderlappar.
Det vetenskapliga namnet är sammansatt av de latinska orden nycto (natt) och philus (vän).

## Utseende
Arterna blir 38 till 75 mm långa (huvud och bål), har en 30 till 55 mm lång svans och väger 4 till 20 g. De har 31 till 47 mm långa underarmar och cirka 25 mm långa öron. Ofta är öronen sammanlänkade med en smal hudremsa. Pälsens färg varierar mellan ljusbrun, orangebrun, mörkbrun och gråaktig. I motsats till de flesta andra läderlappar har arterna en liten hästskoformig hudflik (blad) över näsan. Bara arten Pharotis imogene har en liknande hudflik. Båda släkten sammanfattas i underfamiljen Nyctophilinae eller i tribus Nyctophilini.

## Ekologi
Habitatet utgörs av skogar, buskskogar och torra landskap. Individerna vilar i bergssprickor, i trädens håligheter eller under lösa barkskivor. Nyctophilus geoffroyi gömmer sig även i byggnader. Beroende på art sover individerna ensam eller i flockar med upp till 100 medlemmar. Populationer som lever i tempererade regioner håller ibland vinterdvala. På natten jagar dessa fladdermöss insekter.
Honor föder en eller två ungar per kull. Hos Nyctophilus gouldi sker parningen vanligen före vintern och sedan förvaras hanens sädesceller i honans könsdelar. Äggens befruktning äger under våren rum. Ungar av denna art kan flyga efter 4 till 5 veckor. Könsmognaden infaller för honor efter 7 till 9 månader och för hannar efter 12 till 15 månader.

## Arter
Arter enligt Wilson & Reeder (2005) samt IUCN:
- Nyctophilus arnhemensis, norra Australien.
- Nyctophilus bifax, norra Australien, Nya Guinea.
- Nyctophilus geoffroyi, Australien och Tasmanien.
- Nyctophilus gouldi, främst östra Australien, liten population i västra Australien.
- Nyctophilus heran, Sundaöarna.
- Nyctophilus howensis, på en ö öster om Australien, är kanske utdöd.
- Nyctophilus microdon, östra Nya Guinea.
- Nyctophilus microtis, Nya Guinea och på några mindre öar i regionen.
- Nyctophilus nebulosus, Nya Kaledonien.
- Nyctophilus sherrini, Tasmanien.
- Nyctophilus timoriensis, Australien, Nya Guinea, oviss om den finns på Timor.
- Nyctophilus walkeri, norra Australien.